# Escaño (elecciones)
Un escaño es un puesto o asiento de los parlamentarios en las cámaras de representación.
En función de cada país y tipo de cámara el número es distinto. Veamos algunos:
- España: Cortes Generales: Congreso de los Diputados de España: 350; Senado de España: 266
- Argentina: Cámara de Diputados de la Nación Argentina: 257; Senado de la Nación Argentina: 72
- Estados Unidos: Cámara de Representantes de los Estados Unidos: 435; Senado de los Estados Unidos: 100
- México: Cámara de Diputados: 500; Cámara de Senadores: 128
- Guatemala: Congreso de la República de Guatemala: 160
- República Dominicana: Cámara de Diputados de la República Dominicana: 190; Senado de la República Dominicana: 32
- Reino Unido: Cámara de los Comunes: 646; Cámara de los Lores: 753
- Unión Europea: Parlamento Europeo: 753
- Colombia: Senado de la República de Colombia: 102; Cámara de Representantes de Colombia: 	166

## Origen
La palabra escaño en origen se refiere a un tipo de asiento o silla. Un escaño es un banco corrido con un respaldo de madera. En este tipo de bancos se pueden sentar varias personas compartiendo un único respaldo de gran tamaño. Es similar a los asientos de los coros barrocos. 
Este tipo de asientos era el utilizado en los primeros parlamentos. Por extensión a cada asiento en un parlamento se le ha otorgado el nombre de escaño, aunque no tenga forma propiamente dicha de escaño. Un ejemplo de esto es el congreso de los diputados de España, cuyos asientos en realidad son sillones de cuero con ruedas.
- Datos: Q1414672